# 163153 Takuyaonishi
163153 Takuyaonishi è un asteroide della fascia principale. Scoperto nel 2002, presenta un'orbita caratterizzata da un semiasse maggiore pari a 2,4461655 UA e da un'eccentricità di 0,1703788, inclinata di 11,21079° rispetto all'eclittica.